# Jan Hanuš (fotbalista)
Jan Hanuš (* 28. duben 1988 Chlumec nad Cidlinou) je český profesionální fotbalový brankář, který chytá v českém klubu FK Jablonec. Je bývalým mládežnickým reprezentantem Česka.
V roce 2016 získal ocenění v kategorii DOSPĚLÍ Muži v anketě Sportovec Kraje Vysočina.

## Klubová kariéra

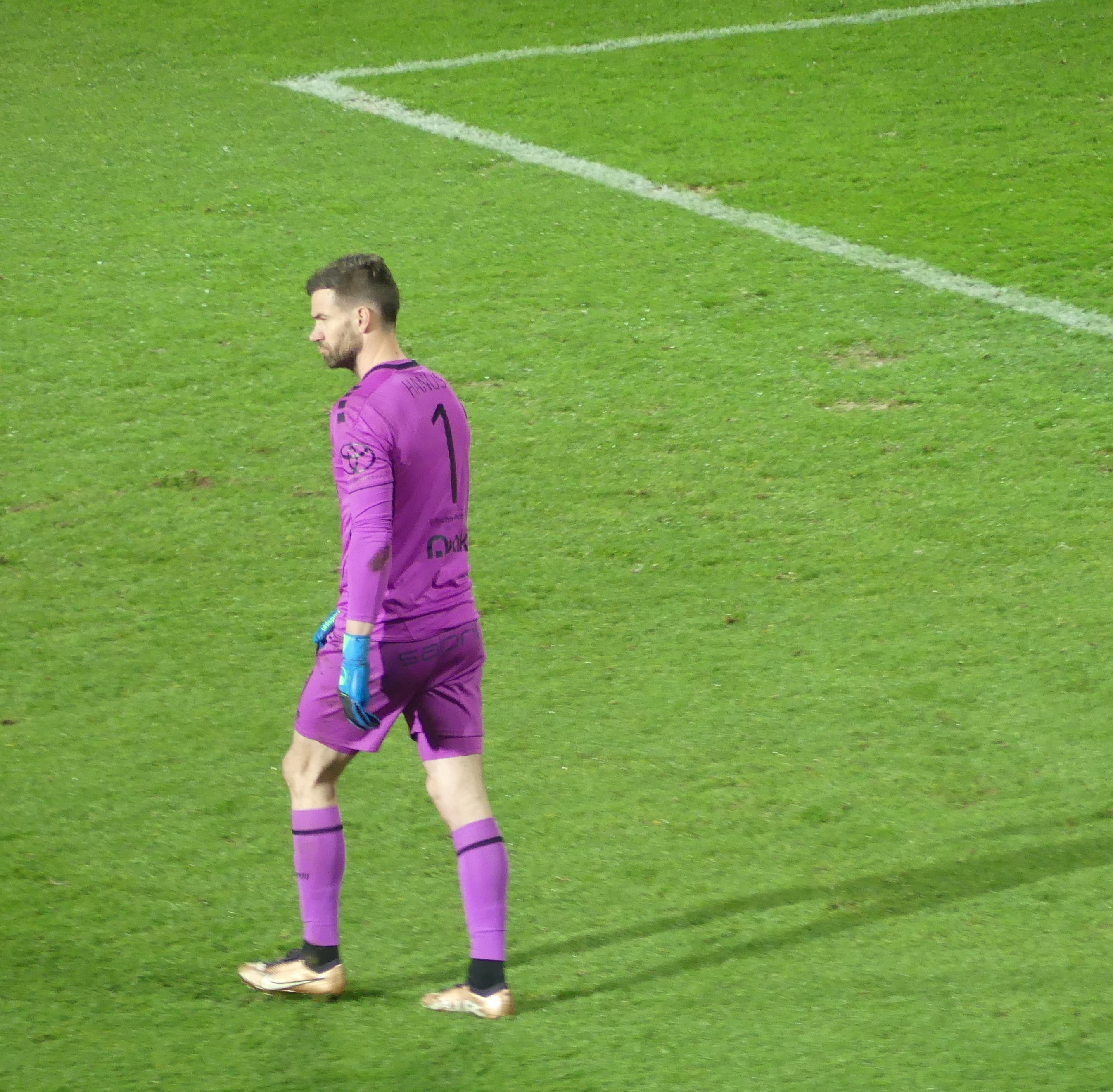
Jan Hanuš za FK Jablonec proti FK Viktorii Plzeň (r. 2023)

Svoji fotbalovou kariéru začal v týmu FK Chlumci nad Cidlinou, odkud v průběhu mládeže zamířil nejprve do klubu RMSK Cidlina a později do Slavie Praha.
Do prvního týmu se propracoval před jarní částí sezony 2008/09, ale obratem odešel na hostování do mužstva SK Sparta Krč.
V létě 2009 se vrátil do Slavie. V přípravných zápasech neinkasoval ani jednu branku a trenér Karel Jarolím s ním počítal na pozici brankářské trojky. Ovšem poté, co vyšel najevo trest Denisse Romanovse v evropských pohárech a Martin Vaniak chyboval v úvodním kole nejvyšší soutěže, se překvapivě dostal do základní sestavy pro třetí předkolo Ligy mistrů v zápase Slavie v Tiraspolu s místním Sheriffem. Hanuš odchytal celý zápas, který skončil 0:0. Ligovou premiéru si odbyl 2. srpna 2009 v zápase druhého kola 1. ligy v Brně, inkasoval dvě branky a utkání skončilo prohrou 0:2. Poté, co Slavii posílil na půlroční hostování slovenský reprezentační brankář Štefan Senecký, již Hanuš nechytal. V zimě 2009/10 uzavřel s týmem nový kontrakt do léta 2012 s následnou opcí.
V únoru 2010 jej vedení Slavie uvolnil na půl roku hostovat do tehdy druholigového celku FC Hlučín.
V létě 2010 se krátce připojil ke svému mateřskému týmu, avšak po přípravě zamířil na půlroční hostování s opcí do klubu FC Hradec Králové, tehdejšího nováčka nejvyšší soutěže.
Na jaře 2011 hrál za rezervu Slavie. V podzimní části sezony 2011/12 odchytal za Slavii 3 soutěžní utkání, ale poté, co bylo administrativně umožněno hrát Kamilu Čontofalskému, se již do branky nepostavil a na druhou část soutěže odešel hostovat do týmu FC Graffin Vlašim (nyní FC Sellier & Bellot Vlašim). V ročníku musela Slavie zaplatit poplatek FK Chlumec nad Cidlinou.
V létě 2012 odešel hostovat do mužstva tehdejšího nováčka 1. ligy FC Vysočina Jihlava, které se v lednu 2013 změnilo v přestup. V zimním přestupovém období ročníku 2015/16 uzavřel s klubem novou dvouletou smlouvu, která nabyla platnosti v létě 2016.
V lednu 2018 přestoupil do Jablonce, na výraznější příležitost čekal přes dva roky.

## Reprezentační kariéra
Hanuš odehrál 3 utkání za národní tým do 21 let. Premiérou pro něj bylo utkání proti Finsku v březnu 2010.